# Journal of Pharmaceutical Innovation
Das Journal of Pharmaceutical Innovation, abgekürzt J. Pharm. Innov., ist eine wissenschaftliche Fachzeitschrift, die vom Springer-Verlag veröffentlicht wird. Sie erscheint mit vier Ausgaben im Jahr. Es werden Arbeiten veröffentlicht, die sich mit Innovationen im Bereich der Arzneimittelentwicklung beschäftigen.
Der Impact Factor lag im Jahr 2014 bei 1,0. Nach der Statistik des ISI Web of Knowledge wird das Journal mit diesem Impact Factor in der Kategorie Pharmakologie und Pharmazie an 217. Stelle von 254 Zeitschriften geführt.